# Referéndum de Ecuador de 1994
El Referéndum de Ecuador de 1994, más conocido como Consulta Popular 1994, fue impulsado por el gobierno de Sixto Durán Ballén.

## Fecha
La Consulta Popular 1994 se realizó el domingo 28 de agosto de 1994. En su momento fue la consulta popular más cara del mundo en aquella época, que costó 40.000 millones de sucres.

## Preguntas
La  consulta popular constó de siete preguntas.
- PREGUNTA 1

¿Dispondría que el Congreso Nacional en un plazo improrrogable de cien días contados a partir del envío de un proyecto de reformas constitucionales por parte del Presidente de la República, lo conozca y lo apruebe total o parcialmente, o lo niegue, y que de no hacerlo en dicho plazo, el proyecto se considere negado para que el presidente de la república pueda someterlo a consulta popular, de conformidad con el Art. 149 de la Constitución Política?
- PREGUNTA 2

¿Considera usted que los ciudadanos independientes no afiliados a partido político alguno deberían tener derecho a participar como candidatos en toda elección popular?
- PREGUNTA 3

¿Deberían los legisladores manejar fondos del presupuesto del Estado?
- PREGUNTA 4

¿Deberían los legisladores aprobar el presupuesto del Estado por sectores de gasto o por partidas presupuestarias?
- PREGUNTA 5

¿Debería existir la reelección para toda función de elección popular, inclusive las de presidente y diputados?
- PREGUNTA 6

¿Las elecciones de legisladores deberían efectuarse en la primera vuelta electoral o en la segunda vuelta electoral?
- PREGUNTA 7

¿Considera usted que debería existir la posibilidad constitucional de adquirir la segunda nacionalidad sin perder la ecuatoriana?

## Resultados
Los  resultados finales de la Consulta Popular y Referéndum proclamados por el TSE fueron:
| Preguntas  | Sí             | Sí             | No             | No             | Blancos | Blancos    | Nulos   | Nulos      |
| Preguntas  | Votos          | Porcentaje     | Votos          | Porcentaje     | Votos   | Porcentaje | Votos   | Porcentaje |
| ---------- | -------------- | -------------- | -------------- | -------------- | ------- | ---------- | ------- | ---------- |
| Pregunta 1 | 1.579.663      | 39.71%         | 1.094.687      | 27.52%         | 564.055 | 14.18%     | 738.969 | 18.57%     |
| Pregunta 2 | 1.797.454      | 45.18%         | 966.778        | 24.30%         | 629.774 | 15.82%     | 584.401 | 14.68%     |
| Pregunta 3 | 450.283        | 11.32%         | 2.262.007      | 56.91%         | 657.874 | 16.55%     | 604.181 | 15.20%     |
| Pregunta 4 | 1.286.402      | 32.35%         | 1.094.682      | 27.52%         | 742.740 | 18.67%     | 852.547 | 21.44%     |
| Pregunta 5 | 1.432.623      | 35.94%         | 1.274.254      | 31.97%         | 663.005 | 16.63%     | 615.438 | 15.44%     |
| Pregunta 6 | Primera Vuelta | Primera Vuelta | Segunda vuelta | Segunda vuelta | 712.583 | 17.92%     | 842.443 | 21.19%     |
| Pregunta 6 | 1.348.624      | 33.92%         | 1.071.407      | 26.95%         | 712.583 | 17.92%     | 842.443 | 21.19%     |
| Pregunta 7 | 2.087.262      | 52.49%         | 778.786        | 19.58%         | 568.684 | 14.30%     | 541.381 | 13.61%     |